# ジョルジ・アトーネリ

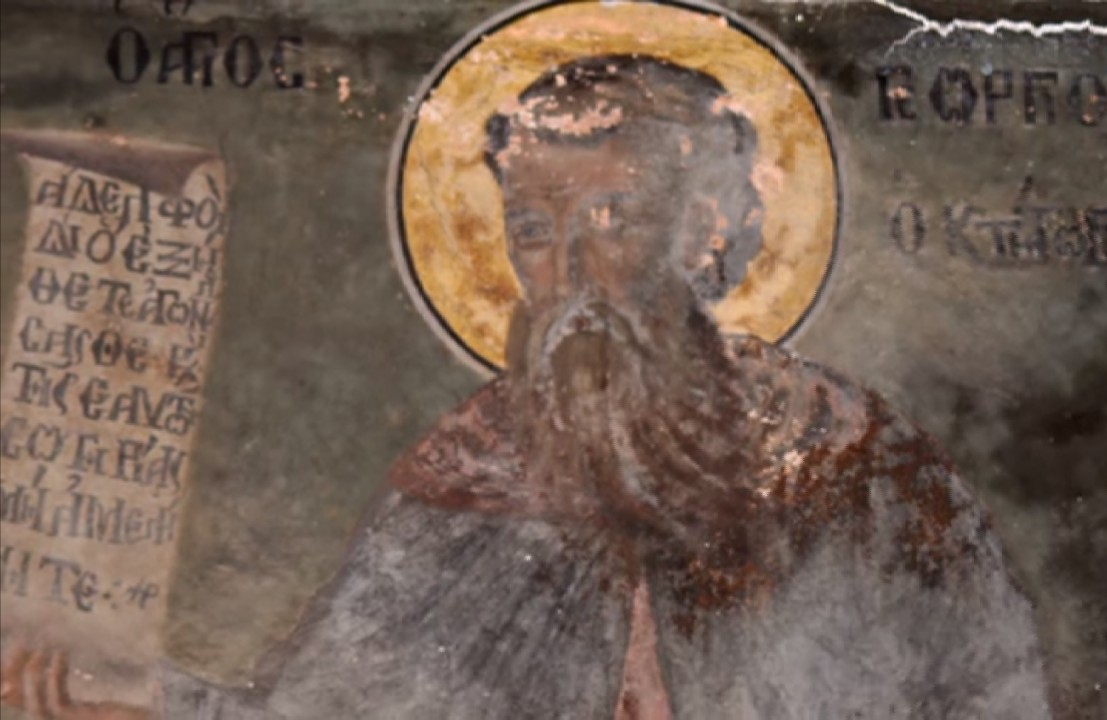
ジョルジ・アトーネリ, アトス山.

ジョルジ・アトーネリは、ジョージ王朝の僧侶、書家、宗教作家、神学者、翻訳者。彼はジョージアで最も影響力のあるキリスト教聖職者の1人であり、ジョージアとビザンツ帝国という異文化をつなぐ橋渡し的な役割を果たした。